# Джеваншир, Мирза Джамал
Мирза Джамал Джеваншир Карабаги (Карабагский; азерб. Mirzə Camal Cavanşir Qarabaği; ум. 1853) — азербайджанский историк, с 1797 по 1822 годы — везирь при карабахских ханах Ибрагим Халиле и Мехтикули. Происходил из рода Джеванширов. После 1822 года служил в карабахском провинциальном суде. Автор книги «История Карабага», написанной на персидском языке.